# Томас Фернандес
Томас Фернандес Руіс (ісп. Tomás Fernández Ruiz; нар. 1915, Іспанія — пом. ?) — кубинський футболіст іспанського походження, нападник.

## Клубна кар'єра
На клубному рівні в 1930-х роках виступав у кубинському «Сентро Гальєго».

## Кар'єра в збірній
Томас Фернандес виступав у національній збірній Куби в 30-х роках XX століття. Учасник чемпіонату світу 1938 року. На мундіалі у Франції зіграв у всіх трьох матчах, у двох поєдинках першого раунду проти Румунії, а також у програному (0:8) поєдинку проти Швеції. Автор вирішального голу в повторному матчі першого раунду у ворота Румунії
| Матчі і голи Томаса Фернандеса за збірну Куби на ЧС-1938 | Матчі і голи Томаса Фернандеса за збірну Куби на ЧС-1938 | Матчі і голи Томаса Фернандеса за збірну Куби на ЧС-1938 | Матчі і голи Томаса Фернандеса за збірну Куби на ЧС-1938 | Матчі і голи Томаса Фернандеса за збірну Куби на ЧС-1938 | Матчі і голи Томаса Фернандеса за збірну Куби на ЧС-1938 |
| -------------------------------------------------------- | -------------------------------------------------------- | -------------------------------------------------------- | -------------------------------------------------------- | -------------------------------------------------------- | -------------------------------------------------------- |
| №                                                        | Дата                                                     | Місце проведення                                         | Суперник                                                 | Рахунок                                                  | Голи                                                     |
| 1                                                        | 5 червня 1938                                            | Тулуза, Франція                                          | Румунія                                                  | 3:3                                                      | -                                                        |
| 2                                                        | 9 червня 1938                                            | Тулуза, Франція                                          | Румунія                                                  | 2:1                                                      | 1                                                        |
| 3                                                        | 12 червня 1938                                           | Антіб, Франція                                           | Швеція                                                   | 0:8                                                      | -                                                        |

Загалом: 3 матчі / 1 гол; 1 перемога, 1 нічия, 1 поразка.